# Озеро (Дуванський район)
О́зеро (рос. Озеро, башк. Озеро) — село у складі Дуванського району Башкортостану, Росія. Входить до складу Сікіязької сільської ради.
Населення — 629 осіб (2010; 663 у 2002).
Національний склад:
- росіяни — 88 %